# A törvény haragja
A törvény haragja (kínaiul: 不二神探, angol címe: Badges of Fury vagy The One Detective) 2013-ban bemutatott kínai-hongkongi akcióvígjáték Wong Tsz-ming rendezésében. A film Tsz-ming első rendezése. A főszerepben Jet Li és Wen Zhang látható. A mozikban 2013. június 21-én mutatták be.

## Rövid történet
Két bajkeverő rendőrnek kiadják a parancsot, hogy nyomozzanak ki egy gyilkosságsorozatot.

## Szereplők
- Jet Li: Huang Fei Hong
- Wen Zhang: Wang Bu Er
- Cecilia Liu: Liu Jin Shui
- Michelle Chen: Angela
- Ada Liu: Dai Yiyi
- Leung Siu-lung: Liu Xing
- Stephen Fung: Liu Jin Shui unokatestvére
- Lin Shuang: Sun Ling
- Michael Tse: Yao Yi Wei
- Kevin Cheng: Li Tian Ci
- Tian Liang: Zhang Liang
- Collin Chou: Chen Hu
- Wu Jing: biztosítási ügynök
- Bryan Leung: szerencsés nagybácsi (Uncle Lucky)
- Tong Dawei: Wang Feng
- Grace Huang
- Oscar Chan
- Stephy Tang: női sofőr
- Huang Xiaoming: feketébe öltözött Interpol-ügynök
- Raymond Lam: Gao Min
- Alex Fong: jós
- Zhang Zilin: Huang Fei Hong felesége
- Lam Suet: taxisofőr
- Tin Kai-Man: vendég a bulin
- Josie Ho
- Joe Cheung: szakács
- Ma Yili: felügyelő
- Wang Zhifei: Mr. Mai
- Feng Danying: Ms. Zhou

## Forgatás
A film forgatása 2012 júliusában kezdődött Hongkongban. A forgatás közben baleset történt: éppen egy autós üldözés jelenetet vettek fel, amikor az egyik kellékautó kisodródott és felborult, majdnem megölve ezzel az operatőrt, illetve több sérülést is okozott: 8 férfi, 1 nő és több ember is az autóban ragadt.

## Fordítás
Ez a szócikk részben vagy egészben  a   Badges of Fury című angol Wikipédia-szócikk fordításán alapul.  Az eredeti cikk szerkesztőit annak laptörténete sorolja fel. Ez a jelzés csupán a megfogalmazás eredetét és a szerzői jogokat jelzi, nem szolgál a cikkben szereplő információk forrásmegjelöléseként.